# Dmitri Bogrov
Dmitri Grigorievitch Bogrov (en russe : Дмитрий Григорьевич Богров ; 29 janvier 1887 (10 février dans le calendrier grégorien)-12 septembre 1911 (25 septembre dans le calendrier grégorien)) est l'assassin du Premier ministre russe Piotr Stolypine.

## Biographie
Mordekhaï Herschkovitch Bogrov est né dans une famille aisée de marchands juifs à Kiev. Il russifiera par la suite son nom en Dmitri Grigorievitch.
Bogrov poursuit ses études de droit à l'université de Munich où il s'intéresse à  l'anarchisme par les lectures de Kropotkine et de Max Stirner. Il retourne à Kiev en 1906, reprenant ses études de droit qu'il termine en 1910 et dès 1906 s'affilie aux anarcho-communistes et quelques mois plus tard propose ses services d'indicateur à l'Okhrana de Kiev (sous le pseudonyme d'Alenski) moyennant rémunération (150 roubles par mois). Membre du Parti socialiste révolutionnaire, il informe l'Okhrana sur les activités des anarchistes, des sociaux-démocrates et des socialistes révolutionnaires jusqu'en 1910 lorsqu’il devient assistant d'un avocat.
Le 16 août 1911, ses camarades, persuadés de son double jeu, envoient un émissaire pour l'avertir qu'il risquait d'être exécuté par eux. Sa seule possibilité était d'accomplir un acte terroriste. Il songea d'abord à assassiner le chef de l'Okhrana à Kiev. Mais devant la faconde et la gentillesse de sa cible, il renonça à son projet. Il songea ensuite à assassiner Nicolas II, mais renonça par crainte de déclencher des pogroms. Son choix s'arrêta sur Stolypine.
Le 1er septembre 1911 (14 septembre dans le calendrier grégorien), il tire sur le Premier ministre russe, Pierre Stolypine, qui assiste à une représentation à l'opéra de Kiev en présence de l'empereur et de l'impératrice ; il meurt quatre jours plus tard. Cet assassinat traumatise définitivement le régime.
Condamné à mort par le tribunal militaire, il est pendu le 12 septembre 1911 (25 septembre dans le calendrier grégorien) dans la forteresse de Kiev, Lyssa Gora.

## Postérité littéraire
L'auteur russe Alexandre Soljenitsyne donne dans Août 14, le premier nœud de son cycle romanesque La Roue rouge une description assez longue de l'œuvre de Stolypine et de son assassinat. Plusieurs des chapitres sont consacrées à Dmitri Bogrov, en particulier les chapitres 63 et suivants.
L'auteur russe Julian Semenov a écrit un livre sur les circonstances de l'assassinat commis par Bogrov.
L'histoire de Dmitri Bogrov a également fait l'objet d'une bande dessinée parue chez Gallimard (collection Bayou), Dimitri Bogrov, dont le scénario est signé de son arrière-petite-nièce, la journaliste Marion Festraëts (dessin de Benjamin Bachelier).